# Elysia chlorotica
Elysia chlorotica Gould, 1870 è un mollusco sacoglosso della famiglia Plakobranchidae.
È nota come la lumaca di mare a energia solare o lumaca smeraldina in quanto è capace di fare fotosintesi grazie a dei cloroplasti “rubati” a un'alga filamentosa di cui si nutre.
Può così vivere fino a dieci mesi grazie alla sola luce del giorno, senza nessun altro apporto nutritivo.

## Descrizione
Questa specie è solitamente di colore verde, ma può anche essere rossastra o grigiastra, con piccole macchie bianche o rosse sparse. I suoi fianchi parapodali sono ingranditi e conferiscono all'animale un aspetto simile a una foglia d'albero. Possono essere dispiegati se la radiazione solare è debole, o piegati se è troppo forte. E. chlorotica può raggiungere i 6 cm di lunghezza, la sua dimensione media è comunque compresa tra 2 e 3 cm

## Biologia
Elysia chlorotica si nutre delle alghe eteroconte della specie Vaucheria litorea di cui è in grado di usare, mantenendoli attivi, i cloroplasti. 
Elysia chlorotica  fora la membrana cellulare con la propria radula e tiene fermamente il filamento dell'alga con la bocca e, come attraverso una cannuccia, ne succhia il contenuto.
I cloroplasti delle alghe vengono incorporati attraverso fagocitosi e conservati nelle cellule del suo esteso sistema digerente. Invece di essere digeriti e quindi scomposti, i cloroplasti vengono mantenuti funzionali nelle cellule intestinali come organelli per molti mesi.
Le lumache giovani sono di colore bruno con macchie di pigmentazione rossa, diventano verdi solo dopo essersi nutrite di alghe appena dopo la metamorfosi. 
Sebbene i cloroplasti sopravvivano per alcune settimane o mesi, necessitando perciò di reintegrarli nutrendosi di altre alghe, inoltre non vengono trasferiti alla sua prole.
Poiché il DNA dei cloroplasti codifica solo il 10% delle proteine necessarie per una fotosintesi funzionale, gli scienziati hanno cercato nel genoma di E. chlorotica dei geni che consentissero la fotosintesi e la sopravvivenza dei cloroplasti. Hanno trovato un gene delle alghe, psbO (un gene nucleare che codifica per una proteina stabilizzante all'interno del fotosistema II) nel DNA della lumaca di mare, identico alla versione algale. Hanno concluso che il gene è stato probabilmente acquisito tramite trasferimento genico orizzontale, poiché è già presente nelle uova e nelle cellule germinali di E. chlorotica.
Tuttavia, ulteriori studi su diverse specie simili hanno mostrato che queste lumache di mare sopravvivono bene anche in assenza di luce e non sono quindi fotoautotrofi obbligati. Sven Gould dell'Università Heinrich-Heine di Düsseldorf e i suoi colleghi hanno dimostrato che anche quando la fotosintesi è stata bloccata, le lumache potevano sopravvivere a lungo senza cibo e sembravano comportarsi altrettanto bene delle lumache prive di cibo esposte alla luce. Hanno mantenuto a digiuno sei esemplari di Plakobranchus ocellatus per 55 giorni, tenendone due al buio, trattandone due con sostanze chimiche che inibivano la fotosintesi e fornendo a due la luce appropriata. Tutti gli esemplari sono sopravvissuti e tutti hanno perso peso più o meno alla stessa velocità. Gli autori hanno anche negato il cibo a sei esemplari di Elysia timida e li hanno tenuti in completa oscurità per 88 giorni, e tutti sono sopravvissuti.

## Distribuzione e habitat
Elysia chlorotica vive in acque costiere poco profonde (da 0 a 0,5 metri di profondità) lungo la costa orientale del Nord America, dal Texas, attraverso la Florida e a nord fino alla Nuova Scozia, Canada.